# Taxiarchis Fountas
Taxiarchis Fountas (Missolonghi, Grecia, 4 de septiembre de 1995) es un futbolista griego que juega como centrocampista en el O. F. I. Creta.

## Trayectoria
Debutó el 17 de marzo de 2012 contra Asteras Tripolis F. C. siendo el jugador más joven del AEK Atenas F. C. en debutar en un partido de la Superliga de Grecia con 16 años, 6 meses y 13 días jugando tan solo 31 minutos. Su primer partido como titular fue el 22 de abril en el último partido de la temporada 2011-2012 contra el Doxa Dramas, jugando los 90 minutos completos.
Marcó su primer gol el 28 de octubre de 2012 dándole la victoria a su equipo por 1-0 ante el Platanias, convirtiéndose así en el jugador del AEK Atenas F. C. más joven en marcar un gol en la Superliga de Grecia con 17 años y 54 días.
En julio de 2018 regresó al fútbol austriaco para jugar en el SKN St. Pölten. Allí estuvo una temporada antes de recalar en el Rapid de Viena.
En enero de 2022 firmó un precontrato con el D. C. United para incorporarse al equipo en el mes de julio, aunque finalmente se marchó para los Estados Unidos en marzo. Ahí permaneció algo más de un año antes de volver en agosto de 2023 al fútbol europeo de la mano del Trabzonspor. En Turquía estuvo una temporada y en agosto de 2024 regresó a Grecia para jugar en el O. F. I. Creta.

## Clubes
| Club                            | País           | Año       |
| ------------------------------- | -------------- | --------- |
| AEK Atenas F. C.                | Grecia         | 2011-2013 |
| Red Bull Salzburgo              | Austria        | 2013-2017 |
| F. C. Liefering (cedido)        | Austria        | 2013      |
| SV Grödig (cedido)              | Austria        | 2014      |
| Panionios (cedido)              | Grecia         | 2014-2015 |
| Asteras Tripolis F. C. (cedido) | Grecia         | 2015-2016 |
| Panionios (cedido)              | Grecia         | 2016-2017 |
| SG Sonnenhof Großaspach         | Alemania       | 2017-2018 |
| SKN St. Pölten                  | Austria        | 2018-2019 |
| Rapid de Viena                  | Austria        | 2019-2022 |
| D. C. United                    | Estados Unidos | 2022-2023 |
| Trabzonspor                     | Turquía        | 2023-2024 |
| O. F. I. Creta                  | Grecia         | 2024-     |